# Tanel Sokk
Tanel Sokk (Tallinn, 20 gennaio 1985) è un ex cestista e allenatore di pallacanestro estone.
È il figlio di Tiit Sokk, e fratello di Sten.

## Carriera
Con l'Estonia ha disputato i Campionati europei del 2015.

## Palmarès
- Campionato estone: 7

Kalev/Cramo: 2008-09, 2010-11, 2011-12, 2012-13, 2013-14, 2018-19
Tartu Ülikool: 2014-15
- Coppa di Estonia: 4

Kalev/Cramo: 2007, 2008, 2009
Tartu Ülikool: 2015